# アルモディス・ド・ラ・マルシュ

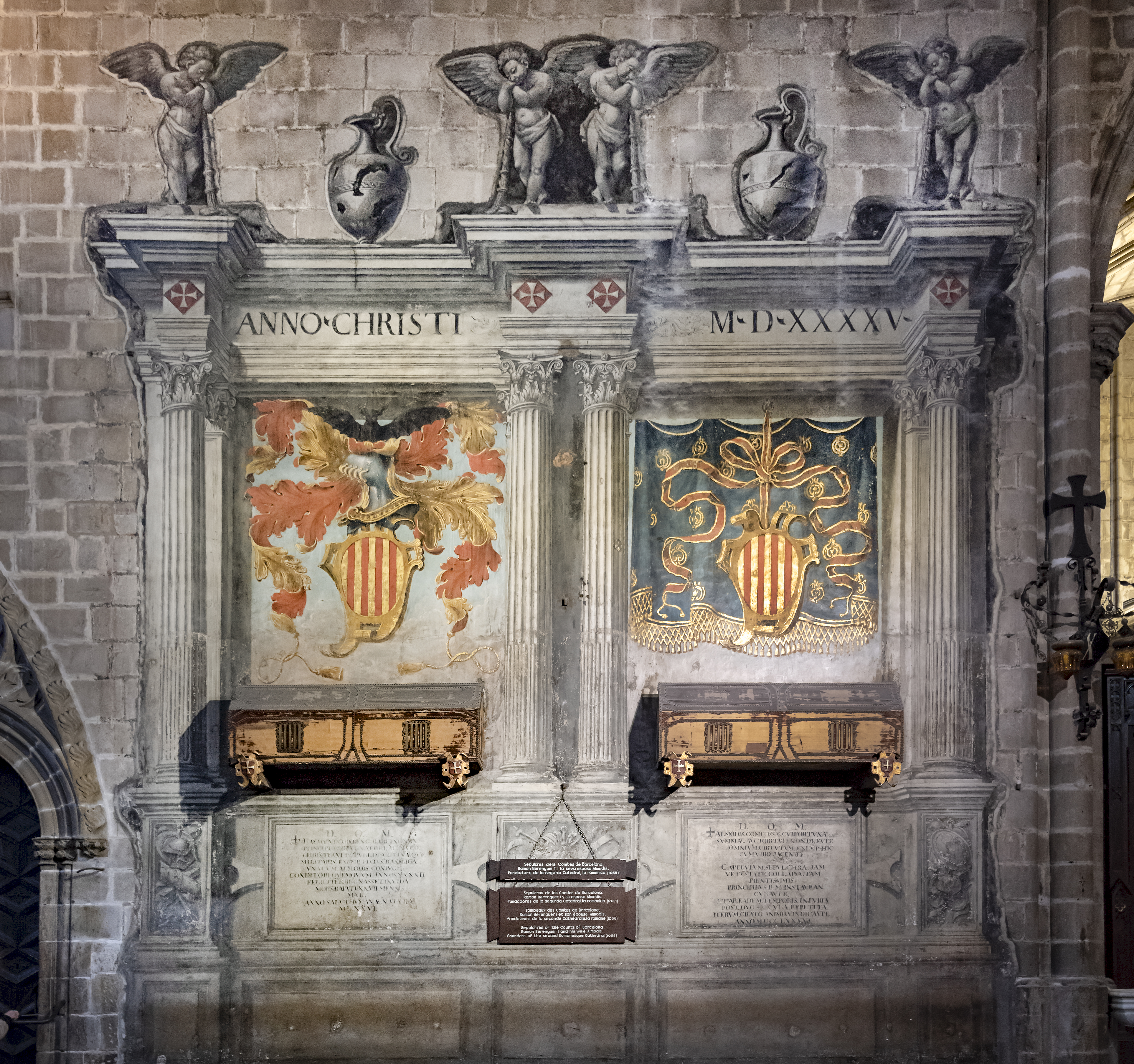
バルセロナ大聖堂にあるラモン・バランゲー1世と妻アルモディスの墓所

アルモディス・ド・ラ・マルシュ（Almodis de la Marche, 1020年頃 - 1071年10月16日）は、中世フランスおよびスペイン（イベリア半島）の貴族の女性。ラ・マルシュ伯ベルナール1世とその妻アメリーの娘。

## 生涯
アルモディスは1038年頃、ユーグ5世・ド・リュジニャンと結婚し、息子2人と娘1人をもうけた。
- ユーグ6世・ド・リュジニャン（1039年頃 - 1101年）
- ジョルダン・ド・リュジニャン
- メリザンド（1055年以前 - ?） - 1074年以前にパルトネー子爵（Vidame）シモン1世"大司教"と結婚

アルモディスとユーグは近親婚を理由に離婚し、1040年にユーグはアルモディスをトゥールーズ伯ポンスと結婚させた。ポンスとの間に以下の子女をもうけた。
- ギヨーム4世（1040年頃 - 1094年） - トゥールーズ伯（1061年 - 1094年）
- レーモン4世（1052年頃 - 1105年） - トゥールーズ伯（1094年 - 1105年）
- ユーグ - サン＝ジル修道院長
- アルモディス - メルグイユ伯ピエールと結婚

1053年4月にはアルモディスはポンスの妻であったが、その後まもなくアルモディスはバルセロナ伯ラモン・バランゲー1世に誘拐された。ラモン・バランゲー1世は、同盟者トゥルトーザのムスリムのエミールにより送られた艦隊を使って、アルモディスをナルボンヌから誘拐した。夫ポンスが生存しているにもかかわらず2人はすぐに結婚し、翌年に双子の息子をもうけた。教皇ウィクトル2世は、この違法な結婚のためアルモディスとラモンを1056年まで破門した。2人の間には4人の子が生まれた。
- バランゲー・ラモン2世（1053/4年 - 1097年） - バルセロナ伯（1076年 - 1097年）
- ラモン・バランゲー2世（1053/4年 - 1082年） - バルセロナ伯（1076年 - 1082年）
- イネス - ギーニュ2世・ド・アルボンと結婚
- サンチャ - サルダーニャ伯ギジェム1世と結婚

アルモディスは前夫や多くの子供たちと連絡を取り続け、1066年もしくは1067年には娘の結婚式のためにトゥールーズに旅をしている。それより前の1060年に、最初の夫ユーグ5世はアルモディスの息子トゥールーズ伯ギヨーム4世の助けによりアキテーヌ公ギヨーム8世に対して反乱を起こした。アルモディスの息子たちは軍事面で互いに協力し合い、ユーグ6世、レーモン4世、バランゲー・ラモン2世はみな十字軍に参加した。
3番目の夫ラモンは最初にアルモディスの姉妹Rangeardeの娘イサベル・トランカヴェルと結婚しており、イサベルとの間にできた息子ペレ＝ラモンがラモンのもともとの継嗣であった。ペレ＝ラモンはアルモディスの影響力を快く思わず、アルモディスが自らの双子の息子をペレ＝ラモンに替えて継嗣とするのではないかと憂慮していた。1071年10月、ペレ＝ラモンはアルモディスを殺害し、その結果、継嗣から外され国外追放となった。父ラモン・バランゲー1世が1076年に死去した際に、バルセロナは双子の息子バランゲー・ラモンとラモン・バランゲーとの間で分割された。その後、バランゲー・ラモンは兄弟ラモン・バランゲーを殺害し、「兄弟殺し伯」と呼ばれた。